# زندگی پس از زندگی (برنامه تلویزیونی)
زندگی پس از زندگی یک برنامهٔ تلویزیونی است که از شبکه چهارِ صدا و سیمای جمهوری اسلامی ایران پخش شده است. این برنامه به کارگردانی، تهیه‌کنندگی و اجرای عباس موزون است. این برنامه به بیان تجربیات نزدیک به مرگ افراد مختلف می‌پردازد. این برنامه به عنوان ویژه برنامه پیش از افطار ماه رمضان سال ۱۳۹۹ (فصل اول)، ۱۴۰۰ (فصل دوم)، ۱۴۰۱ (فصل سوم)، ۱۴۰۲ (فصل چهارم)، ۱۴۰۳ (فصل پنجم) و ۱۴۰۴-۱۴۰۳ (فصل ششم) تهیه شده است. طبق نظرسنجی سازمان صدا و سیما فصل دوم، سوم و چهارم این برنامه، پربیننده‌ترین برنامه پیش از افطار در میان شبکه‌های مختلف سیما بوده‌است.

## خلاصه و تاریخچه
زندگی پس از زندگی برنامه‌ای در مورد مرگ و عالم ماوراء به روایت افرادی است که در تجربهٔ مرگ تقریبی از کالبد جسم خارج شدند و عالم برزخ را درک کردند و بازگشتند. میهمانان این برنامه از نقاط مختلف ایران و جهان انتخاب می‌شوند طبق گفته عباس موزون میهمانان برنامه از ۷۰ فیلتر راستی آزمایی مناسب بودن زمان و کیفیت تجربه وجود شاهد دوم و… عبور می‌کنند و نهایتاً یک نفر از پنجاه مورد بررسی شده به عنوان میهمان برنامه انتخاب می‌شوند در این برنامه از ۱۲ کارشناس این موضوع شامل استادان حوزه و موبد زرتشتیان ایران و خاخام اعظم یهودیان و دو پروفسور آلمانی که صاحب نظر و دارای کتاب دربارهٔ این موضوع و پیشینه آن هستند و نیز متخصصان بیهوشی و پزشکانی که در این زمینه تجربه حرفه‌ای دارند استفاده شده‌است.
عباس موزون از حدود ۲۵ سال پیش از ساخت برنامه به موضوع تجربه نزدیک به مرگ علاقه‌مند شده بود و پژوهش در این زمینه را آغاز کرد تا اینکه در دی ماه ۱۳۹۵ اولین همایش مرتبط با این قضیه را در شهر یزد برگزار کرد. همایش‌ها در نقاط مختلف کشور ادامه پیدا کرد و میهمانان برنامه به تدریج در همین همایشها شناسایی شدند. وقتی تصمیم گرفت محتوای تصویری تولید کند با شبکه‌های مختلف تلویزیون (شبکه یک، شبکه قرآن، شبکه افق و شبکه چهار) رایزنی کرد اما همه در امکان ساخت چنین برنامه ای تردید داشتند لذا با سرمایه شخصی آغاز به کار کرد تا اینکه شبکه چهار توافق کرد که میزبان برنامه باشد و به اصرار موزون که نمی‌خواست نامی از مرگ در عنوان برنامه باشد از عنوان زندگی پس از زندگی استفاده شد.فصل دوم برنامه نسبت به فصل اول جهش ۲۰ درصدی در رشد مخاطب داشت که در بازخوردهای رسانه ای آن هم مشهود است و موافقان و مخالفان جدی پیدا کرده‌است.

## مخالفتها

### نگرش پژوهشی
علیرضا اسمعیل‌زاده، یکی از منتقدان این برنامه معتقد است که زندگی پس از زندگی فاقدِ «پژوهش» است و «یک گفتگوی پر از مفاهیم غیرمادی و مبهم و تعریف نشده‌است که هر کس ممکن است هر نتیجه‌ای از آن بگیرد.» او در بخشی از نقد خود به نام این برنامه که از کتاب زندگی پس از زندگی، نوشتهٔ ریموند مودی گرفته شده اشاره می‌کند. کتابی که نویسنده‌اش آن را در سال ۱۹۷۵ و در رابطه با موضوع «تجربه‌های نزدیک به مرگ» تألیف کرد. این کتاب نتیجهٔ گفتگو با ۱۵۰ نفر از کسانی است که چنین حالتی را تجربه کرده‌اند و به عنوان اثباتِ وجود روح غیرمادی و حیات پس از مرگ در نظر گرفته شده‌است. بر اساس نوشتهٔ علیرضا اسمعیل‌زاده، دیدگاهی که ریموند مودی در کتاب خود مطرح کرده‌است، در طی سال‌ها با انتقادات گوناگونی از جانب رشته‌های مختلف علمی مواجه شده‌است. بیشتر انتقاداتی که به این دیدگاه وارد شده‌اند، بر نادرست بودن روش او در نتیجه‌گیری از داده‌ها تأکید دارند. برخی گفته‌اند که مودی در نتیجه‌گیری خود، تحقیقات علمی دربارهٔ تجربه‌های توهمی را نادیده گرفته‌است و برخی دیگر هم این نکته را مطرح کرده‌اند که هیچ مدرکی دال بر اینکه این افراد واقعاً مرده باشند و آگاهیشان به صورت کاملاً مستقل از بدن ادامه پیدا کرده باشد وجود ندارد.
این منتقد معتقد است که هر برنامهٔ جدیدی که با محوریت چنین موضوعی ساخته می‌شود باید بتواند گامی رو به جلو در شفاف‌تر کردن این بحث یا گشودن گره‌های آن بردارد و آگاهی تازه و نتیجه‌بخشی برای بیننده فراهم کند که درمورد برنامهٔ زندگی پس از زندگی چنین اتفاقی نیفتاده است. اسمعیل‌زاده می‌افزاید:
برنامهٔ «زندگی پس از زندگی» کوچکترین قدمی در جهت پیشبرد این بحث نتوانسته‌است بردارد. این برنامه همان‌طور که نامش از کتاب مودی گرفته شده، تمام روح و ماهیتش هم در همان دیدگاه خلاصه شده و هیچ روشنگری تازه، استدلال تازه یا رویکرد تازه‌ای نسبت به موضوع ارائه نداده‌است. این برنامه بر خلاف این ادعا که می‌گوید «صرفاً یک گفتگوی تلویزیونی نیست»، دقیقاً فقط و فقط یک «شوی تلویزیونی» است که برای خیلی از مخاطبان جذاب است و حتی ممکن است تأثیرگذار هم باشد، اما هیچ رنگی از پژوهش و آگاهی‌بخشی واقعی در آن نیست.

### نگرش قرآنی
علی صبوحی به عنوان کارشناس مذهبی، طی ضبط برنامه‌هایی، به بررسی برنامهٔ زندگی پس از زندگی با نگرش قرآنی در نقد ترویج تجربه‌های شخصی از زندگی پس از مرگ پرداخته‌است. در توضیحِ علت تهیهٔ این برنامه‌ها آمده‌است: «بیم آن می‌رفت که آموزه‌های التقاطی برنامه موجب شود اذهان مردم از مسیری که عقاید ناب اسلامیِ برخاسته از قرآن کریم برای بشر ترسیم کرده، به انحراف کشیده شود.»

### برخی تحقیقات علمی دربارهٔ تجربهٔ نزدیک به مرگ
مواردی از آزمایش‌ها و پژوهش‌های پزشکی با طرح این موضوع که تحریک شکنج زاویه‌دار سمت راست، علت تجربه‌های بیماران غیر استیبل (بیهوش یا در کما رفته) است، دیدگاه متفاوتی نسبت به محتوای این برنامه مطرح می‌کند. برای مثال، تحریک شکنج زاویه‌دار چپ در یک آزمایش پزشکی باعث شد که یک زن درحالت غیرپایدار تصور کند که یک فرد سایه‌دار (خیالی) پشت سر او کمین کرده‌است. پژوهشگران معتقدند تجسم سایه در واقع دوگانه ادراک شده از خود است. آزمایش دیگری از این دست به افراد مورد آزمایش این احساس را داد که گویی روی سقف قرار دارند و از جسم خود جدا شده و به پرواز درآمده‌اند.
در سال ۲۰۰۱ میلادی، سام پرنیا استاد پزشکی مرکز درمانی نیویورک و همکارانش با قرار دادن ارقام روی تخته‌های معلق رو به سقف، که از کف قابل مشاهده نبودند، ادعاهای خارج از بدن و تجربیات بیماران و مدعیان وجود روح را بررسی کردند. پرنیا نوشت: «از هرکسی که ادعا می‌کند بدن خود را رها کرده و در حین احیا نزدیک سقف بوده‌است، انتظار می‌رود که آن اهداف را شناسایی کند و ارقام روی تخته‌ها را ببینند. با این حال، اگر چنین برداشت‌هایی روانی و نشأت گرفته از مغز باشد، بدیهی است که نمی‌توان انتظار داشت که اهداف شناسایی شوند و کسی آن ارقام روی سقف را ببیند.» فیلسوف کیت آگوستین، که مطالعه پرنیا را بررسی کرد، نوشته‌است که همه آزمایش‌های شناسایی هدف نتایج منفی به همراه داشته‌است هیچ‌یک از افراد مدعی پرواز روح نتوانست ارقام معلق روی سقف را ببینند.